# Ryan Guzman
Ryan Anthony Guzman (Abilene, 21 settembre 1987) è un attore e modello statunitense.

## Biografia
Nato ad Abilene, in Texas, da padre messicano e madre statunitense di origine europea, si trasferisce poi a Sacramento, città natale della madre. Ha frequentato il Sierra College e, prima di diventare attore, ha lavorato come modello e ha praticato arti marziali. Nel 2013 entra a far parte del cast della serie TV Pretty Little Liars, nel ruolo di Jake mentre nel 2014 è stato scelto per interpretare Rio nel film tratto dal cartone animato anni ottanta Jem e le Holograms.
Nel 2015 è accanto a Jennifer Lopez nel cast di Il ragazzo della porta accanto, thriller psicologico diretto da Rob Cohen. Nello stesso periodo entra a far parte del cast della miniserie Heroes Reborn interpretando Carlos Gutierrez. Nel 2016 è uno dei protagonisti di Notorious, dove interpreta il ruolo di Ryan Mills; la serie viene cancellata dopo una sola stagione e 10 episodi trasmessi.

## Filmografia

### Cinema
- 72 Hours with Empire, regia di Christopher C. Fisher (2012) - assistente alla produzione[2]
- Made in Hollywood: Teen Edition, regia di Kylie Erica Mar (2012)
- Step Up Revolution, regia di Scott Speer (2012)
- Ladies' Man: A Made Movie, regia di Ryan Shiraki (2013)
- There's Always Woodstock, regia di Rita Merson (2014)
- April Rain - Pioggia di proiettili (April Rain), regia di Luciano Saber (2014)
- Step Up All In, regia di Trish Sie (2014)
- Il ragazzo della porta accanto (The Boy Next Door), regia di Rob Cohen (2015)
- Jem e le Holograms (Jem & the Holograms), regia di Jon M. Chu (2015)
- Beyond Paradise, regia di J.J. Alani (2016)
- Tutti vogliono qualcosa (Everybody Wants Some!!), regia di Richard Linklater (2016)
- Armed, regia di Mario Van Peebles (2018)
- Backtrace, regia di Brian A. Miller (2018)
- The Cleansing Hour, regia di Damien LeVeck (2019)

### Televisione
- Cameras − serie TV, episodio 1x06 (2012)
- Pretty Little Liars − serie TV, 9 episodi (2013-2014)
- Heroes Reborn – serie TV, 13 episodi (2015-2016)
- Notorious – serie TV, 10 episodi (2016)
- 9-1-1 − serie TV (2018-in corso)
- 9-1-1: Lone Star - serie TV, episodio 2x03 (2021)

## Doppiatori italiani
Nelle versioni in italiano dei suoi film, Ryan Guzman è stato doppiato da: 
- Andrea Mete in Il ragazzo della porta accanto, Jem e le Holograms, Tutti vogliono qualcosa, 9-1-1, 9-1-1: Lone Star
- Massimiliano Alto in Step Up Revolution, Step Up All In
- Gabriele Sabatini in Heroes Reborn
- Renato Novara in Notorious